# Vittoria Puccini
Vittoria Puccini (Firenze, 1981. november 18. –) olasz színésznő.
Élettársa az Elisa di Rivombrosa-beli partnere, Alessandro Preziosi, akitől 2006. május 16-án kislánya született, Elena.

## Filmjei
- 2008 – Első pillantásra (Colpo d'occhio) - Gloria szerepében.
- 2006 – Rudolf – Sissi egyetlen fia (Kronprinz Rudolf) – Maria von Vetsera szerepében.
- 2005 – Amikor jönnek a lányok (Ma quando arrivano le ragazze?) – Francesca szerepében.
- 2004 – Néró, a véreskezű zsarnok (Imperium: Nerone) – Octavia szerepében.
- 2003 – Elisa di Rivombrosa  – Elisa szerepében.
- 2002 – Páduai Szent Antal (Sant’Antonio di Padova) – Teresa szerepében.
- 2002 – Paz! – Mirella szerepében.